# Vestergade 1924
Vestergade 1924 er et ekspressionistisk digt skrevet af den danske forfatter Tom Kristensen fra digtsamlingen ”Mod den yderste Rand” 1926. Det er præget af ekspressionismen og handler om en, der kommer cyklende.  Digtet foregår ir meget kort tid, måske endda kun nogle få minutter. 
Vestergade 1924 kan ses som en litterær udgave af Metropolis af den tyske maler George Grosz. Digtet kan perspektiveres til digtet Fribytter af Tom Kristensen (forfatter). 